# Viktor Poloupanov
Temple de la renommée russe : 2014
Viktor Andreïevitch Poloupanov  - en russe Виктор Андреевич Полупанов - (né le 1er janvier 1946 à Moscou en URSS) est un joueur professionnel russe de hockey sur glace.

## Carrière de joueur
Il commence sa carrière professionnelle en championnat d'URSS avec le CSKA Moscou. Par la suite, il a porté les couleurs des Krylia Sovetov. Il termine avec un bilan de 293 matchs et 154 buts en élite.

## Carrière internationale
Il a représenté l'URSS à 75 reprises (43 buts) pendant six saisons de 1965 à 1970. Il a remporté l'or aux Jeux olympiques de 1968. Il a participé à quatre éditions des championnats du monde pour autant de médailles d'or.

## Trophées et honneurs personnels
Championnat du monde
- 1967 : termine meilleur pointeur.

URSS
- 1967 : termine meilleur pointeur.

## Statistiques
Pour les significations des abréviations, voir Statistiques du hockey sur glace.

### En équipe nationale
| Année | Équipe | Compétition |   | PJ | B | A  | Pts | Pun           |  | Résultats |
| 1966  | URSS   | CM          | 7 | 1  | 3 | 4  | 6   | Médaille d'or |  |           |
| 1967  | URSS   | CM          | 7 | 11 | 8 | 19 | 10  | Médaille d'or |  |           |
| 1968  | URSS   | CM & JO     | 7 | 6  | 6 | 12 | 10  | Médaille d'or |  |           |
| 1970  | URSS   | CM          | 7 | 3  | 2 | 5  | 2   | Médaille d'or |  |           |